# Zakrzewo (Zakrzewice)
Zakrzewo – nieoficjalna nazwa osady wsi Zakrzewice w Polsce, położona w województwie wielkopolskim, w powiecie śremskim, w gminie Książ Wielkopolski.
W latach 1975–1998 miejscowość administracyjnie należała do województwa poznańskiego.
Wieś położona 2 km na północ od Książa Wielkopolskiego, od wsi prowadzi droga powiatowa nr 4081 do stolicy gminy.
W folwarku Zakrzewo urodził się Wincenty Skrzypczak (1897–1967), kawaler Orderu Virtuti Militari.